# Levantamento de peso nos Jogos Pan-Americanos de 1959
As competições de levantamento de peso nos Jogos Pan-Americanos de 1959 foram realizadas em Chicago, Estados Unidos. Esta foi a terceira edição do esporte nos Jogos Pan-Americanos, tendo sido disputado apenas entre os homens.

## Masculino

### Até 56 kg
| POSIÇÃO | FINAL                   |
| ------- | ----------------------- |
|         | Charles Vinci (USA)     |
|         | Angel Famiglietti (PAN) |
|         | Grantly Sobers (BWI)    |

### Até 60 kg
| POSIÇÃO | FINAL              |
| ------- | ------------------ |
|         | Isaac Berger (USA) |
|         | Maurice King (BWI) |
|         | Mauro Alanis (MEX) |

### Até 67,5 kg
| POSIÇÃO | FINAL               |
| ------- | ------------------- |
|         | Juan Torres (CUB)   |
|         | Paul Goldberg (USA) |
|         | Alberto Gumbs (PAN) |

### Até 75 kg
| POSIÇÃO | FINAL               |
| ------- | ------------------- |
|         | Tommy Kono (USA)    |
|         | Nazih Kerbage (ARG) |
|         | Fred Marville (BWI) |

### Até 82,5 kg
| POSIÇÃO | FINAL                 |
| ------- | --------------------- |
|         | James George (USA)    |
|         | Enrique Gittens (VEN) |
|         | Fernando Torres (PUR) |

### Até 90 kg
| POSIÇÃO | FINAL                  |
| ------- | ---------------------- |
|         | Clyde Emrich (USA)     |
|         | Philome LaGuerre (HAI) |
|         | Adolph Williams (GUY)  |

### Mais de 90 kg
| POSIÇÃO | FINAL                   |
| ------- | ----------------------- |
|         | David Ashman (USA)      |
|         | Humberto Selvetti (ARG) |
|         | Eduardo Adriana (AHO)   |